# Jonas Henriksson
Jonas Henriksson (* 29. Dezember 1976) ist ein schwedischer Fußballspieler. Der Mittelfeldspieler und Stürmer, der über 200 Spiele in der Allsvenskan bestritt, spielte in seiner bisherigen Laufbahn für die Göteborger Klubs GAIS, BK Häcken und IFK Göteborg.

## Karriere

### Karrierestart bei BK Häcken und GAIS
Henriksson begann mit dem Fußballspielen bei Kärra Klarebergs BK. Von dort wechselte er zu BK Häcken. Für den Göteborger Klub, der in die Allsvenskan aufgestiegen war, lief er in den folgenden drei Jahren auf. Am Ende der Spielzeit 1994 stieg er mit dem Klub in die Zweitklassigkeit ab. Nach einer Spielzeit in der Division 1 Södra, die er mit dem Verein auf dem siebten Tabellenrang abschloss, wechselte er innerhalb der Stadt zum Lokal- und Ligarivalen GAIS, der als Tabellenzweiter erst in der Aufstiegsrunde den Aufstieg zur Allsvenskan verpasst hatte. 
Die Spielzeit 1996 bei GAIS verlief glücklos für Henriksson. Zwar lief er in 21 Spielen für den südwestschwedischen Verein in der Südstaffel der zweiten Liga auf, trotz fünf erzielter Saisontoren an der Seite von Anders Kiel, Marcus Ringberg und Tinos Lappas verpasste der Offensivspieler mit dem als Aufstiegsaspirant gehandelten Klub den Klassenerhalt. Daraufhin kehrte er zu BK Häcken zurück. Mit dem Verein belegte er hinter dem Lokalrivalen Västra Frölunda IF den zweiten Platz in der Südstaffel der zweiten Liga. In den anschließenden Relegationsspielen gegen Västerås SK setzte er sich mit der Mannschaft durch und kehrte in die Allsvenskan zurück.

### Etablierung als Erstligaspieler
In der Erstliga-Spielzeit 1998 verpasste Henriksson mit BK Häcken als Tabellenvorletzter den Klassenerhalt, kehrte aber als Staffelsieger im folgenden Jahr direkt in die Allsvenskan zurück. Dieses Mal belegte er mit der Mannschaft den Relegationsplatz, gegen Mjällby AIF gelang im Elfmeterschießen das Halten des Liganiveaus. In der anschließenden Spielzeit 2001 belegte er mit BKH erneut nur einen Abstiegsplatz.
Henriksson hatte sich in der Allsvenskan einen Namen gemacht und verließ den Absteiger. Neuer Arbeitgeber wurde der mehrfache Landesmeister IFK Göteborg. Unter Trainer Stefan Lundin etablierte er sich an der Seite von Pontus Kåmark, Jon Inge Høiland und Martin Ericsson in der Stammformation. Mit der Mannschaft erreichte er in der Spielzeit 2002 den Relegationsplatz, gegen Västra Frölunda IF gelang nach einem 1:1-Auftaktunentschieden durch einen 2:0-Rückspielerfolg der Klassenerhalt. Unter dem neu verpflichteten Trainer Bo Johansson gehörte er auch in der folgenden Spielzeit in allen 26 Spielen zur Startformation, bestritt aber in seiner dritten Spielzeit nur noch elf Spiele von Beginn an, da Niclas Alexandersson ihn auf seiner angestammten Position im rechten Mittelfeld verdrängt hatte.

### Zurück zu BK Häcken
Henriksson kehrte kurz vor Ablauf der Transferperiode im Winter ab dem 1. April 2005 zu BK Häcken zurück. Bei seinem ehemaligen Klub unterschrieb er einen Drei-Jahres-Kontrakt. In seinem ersten Jahr für den Klub kam er in allen 26 Erstligaspielen zum Einsatz und trug mit acht Saisontoren zum Erreichen des achten Tabellenplatzes bei. In der folgenden Spielzeit erreichte er trotz fünf Saisontoren erneut nur den Relegationsplatz. Nach zwei Niederlagen gegen IF Brommapojkarna stieg er mit BKH in die Superettan ab, blieb aber dieses Mal dem Verein treu. 
In den folgenden beiden Jahren verpasste Henriksson lediglich ein Spiel in der zweiten Liga und trug mit 19 Saisontoren als Torschützenkönig im Verlauf der Zweitliga-Spielzeit 2008 zum Wiederaufstieg des Klubs in die Allsvenskan bei. Auch dort erwies er sich als regelmäßiger Torschütze und führte den Klub auf den fünften Tabellenplatz. Mit zehn Saisontoren war er vereinsintern bester Torschütze und gehörte zu den sechs besten Torschützen der Liga. Während er in den folgenden Jahren bei der Torausbeute zunehmend von seinem Sturmpartner Mathias Ranégie in den Schatten gestellt wurde, blieb er weiterhin Stammkraft in der Offensive. Nachdem er in der Spielzeit 2012 verletzungsbedingt zu lediglich einem Saisoneinsatz als Einwechselspieler gekommen war, beendete er nach Saisonende im Herbst seine Profikarriere. Hatte er seinerzeit bereits angekündigt, möglicherweise im unterklassigen Bereich weiterhin aktiv zu sein, schloss er sich im März 2013 dem Amateurverein Grebbestads IF an, für den bereits sein Vater gespielt hatte.